# Enugu (delstat)
Enugu är en delstat i sydöstra Nigerias inland, öster om Nigerfloden. Den utgjorde fram till 1991 den östra delen av Anambra, men bildade därefter en egen delstat. Invånarna i Enugu är huvudsakligen igboer.
Den västra delen av delstaten består huvudsakligen av ett platålandskap, cirka 300 meter över havet. I öst är landskapet lägre. Jordbruk är en viktig näringsgren, och här odlas jams, oljepalmer, majs, ris och maniok. Vid huvudstaden Enugu bedrivs betydande kolutvinning, och i delstaten utvinns också kalksten och järnmalm.